# Grimsta, Stockholm

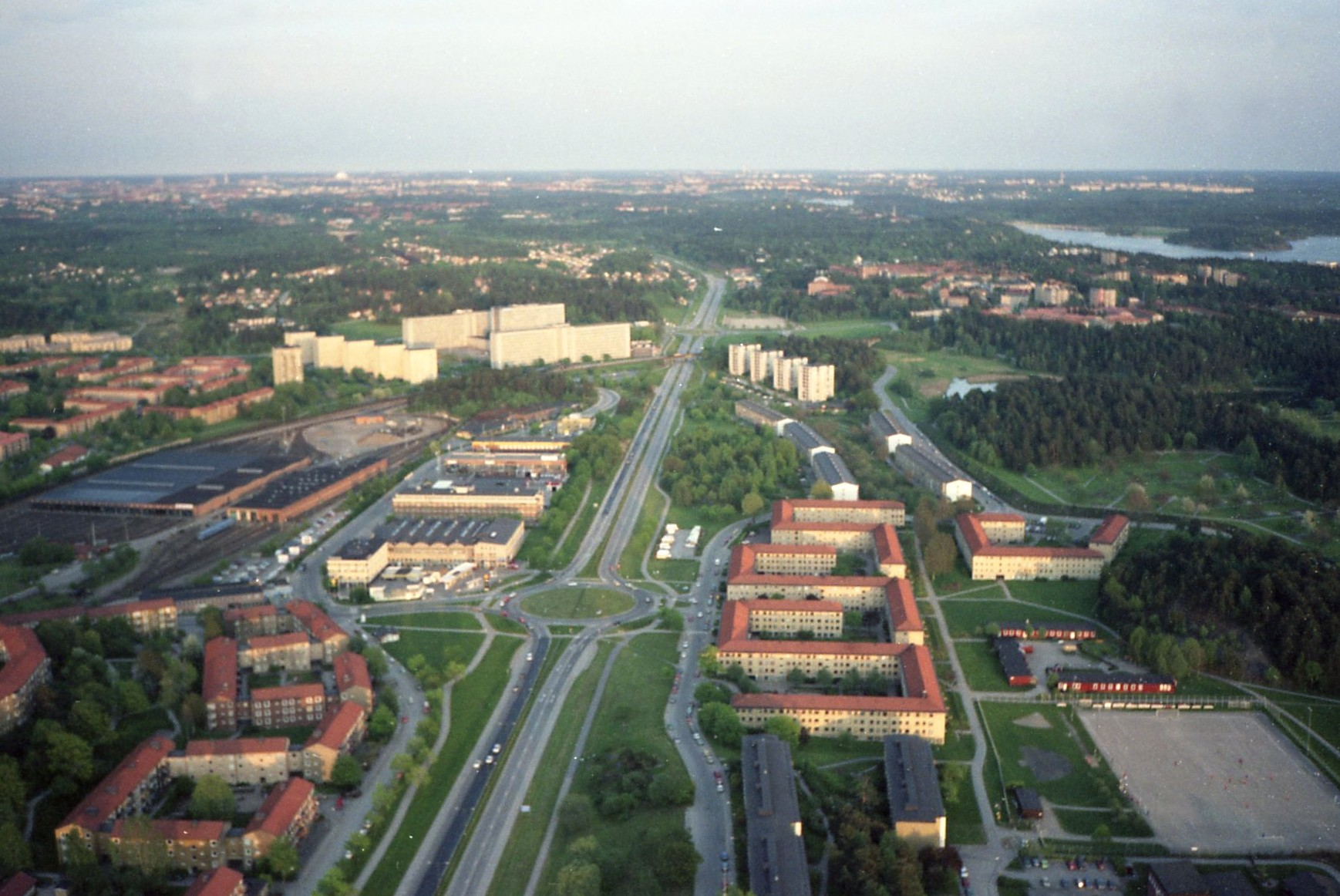
Bergslagsvägen bilder gränsen mellan Grimsta (t.h.) och Råcksta (t.v.), längst ner syns Grimstaskolan, maj 1988.

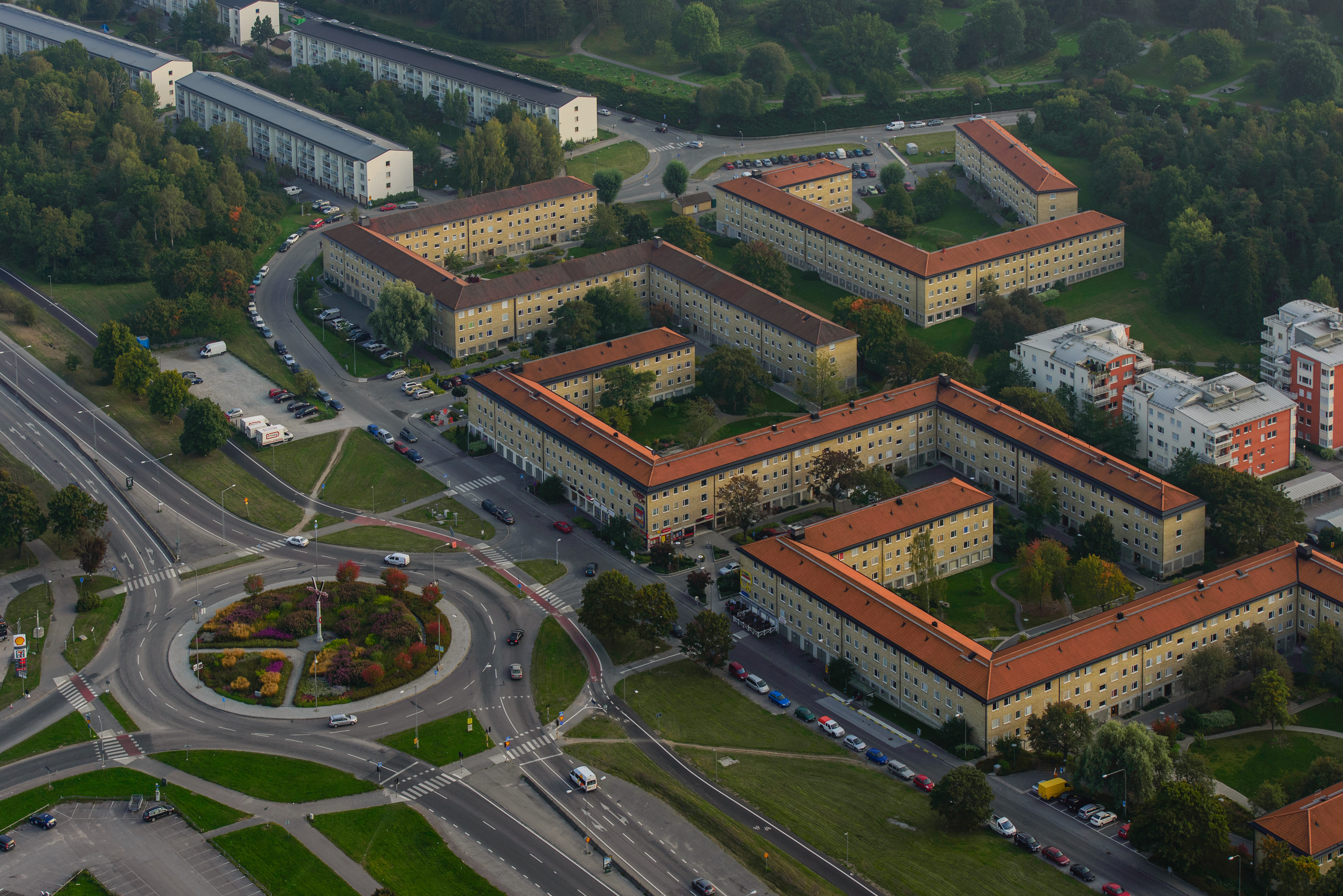
Grimsta i september 2014. Rondellen är samma rondell som på bilden ovan.

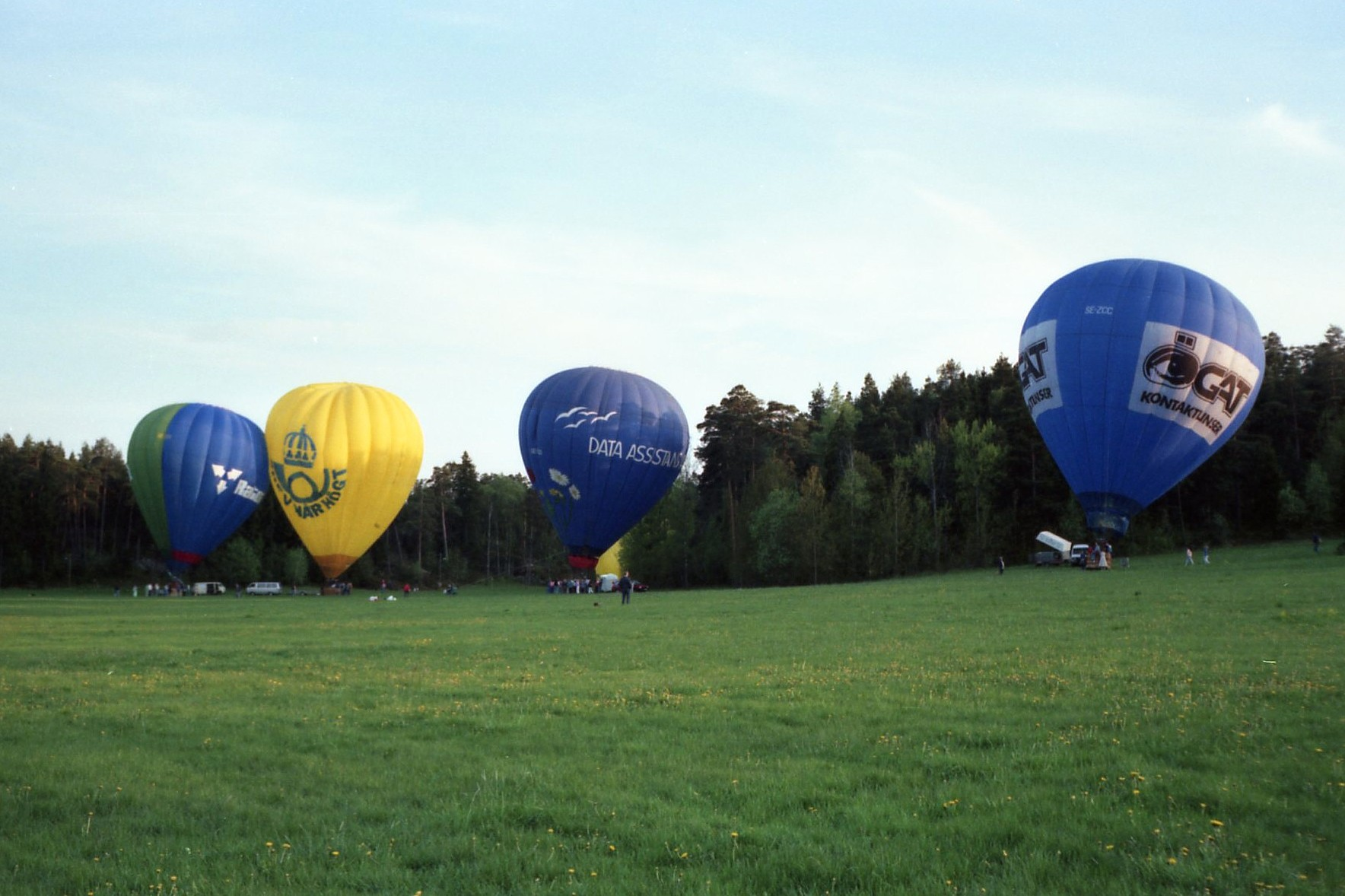
Ballonguppstigning på Grimstafältet, 1988.

Grimsta är en stadsdel i Västerort inom Stockholms kommun. Den tillhör stadsdelsområdet Hässelby-Vällingby Den gränsar till Hässelby strand, Hässelby gård, Vällingby, Råcksta och Blackeberg samt har vattengräns till Lovön i Ekerö kommun. Stadsdelen omfattar även Grimsta naturreservat. 

## Historia
I Grimsta finns bland annat en stensättning, en gravhög och några fornlämningar som pekar på att området varit bebott sedan mycket länge. Grimsta gård var en arrendegård under Hässelby slott, och ett par av gårdens hus fanns kvar en bit in på 1950-talet. Ett av de äldsta husen i Grimsta är det hus som ligger strax intill Kanaanbadet. Det uppfördes under 1880-talet som sommarbostad åt snusfabrikören Knut Ljunglöf. Vid Kvarnviken har det sedan 1600-talet bedrivits kvarn- och sågverksamhet. Både kvarnen, kvarnmagasinet och mjölnarbostaden uppfördes på 1880-talet och var i drift fram till 1931. 
Grimsta, och övriga delen av Spånga församling, inkorporerades med Stockholms stad 1949. I den första stadsplanen från 1949 hade kommunen tänkt att området skulle bebyggas med egnahemsområden, precis som i bland annat Norra Ängby. Planen revideras 1952 och då var egnahemshusen utbytta mot lamellhus. Tanken var att merparten av den offentliga och kommersiella servicen skulle finnas i Vällingby.

## Bebyggelse
De flesta kvarter i Grimsta byggdes av kommunala fastighetsbolaget Svenska Bostäder. Den mellersta delen av stadsdelen byggdes 1953-1955, husen i den södra och norra delen byggdes 1956-1958. De flesta husen i det mellersta området består av fyravånings lamellhus ställda i vinkel, uppförda i meanderform med stora vindskyddade gårdar. Ett par experimenthus uppfördes också, bland annat vid Kanngjutargränd, där ett höghus med tolv våningar samt tre lamellhus med tre-fyra våningar uppfördes 1953-1954. De flesta husen i Grimsta ritades av Hjalmar Klemming, chefsarkitekt på Svenska Bostäder.
I början och mitten på 1990-talet fortsatte Svenska bostäder att uppföra ytterligare några bostadshus i kvarteren Guldet, Silvret, Svavlet och Fosforn öster och väster om Grimstaskolan respektive vid Grimstagatan, söder och norr om de fyra punkthusen.
Grimstaskolan uppfördes 1956-1957. Arkitekter var Gösta Nordin och Olof Ellner. I dess aula finns väggmålningar av Einar Forseth. Till skolans tidigare elever hör Kenta Gustafsson, Stoffe och Benny Andersson.
Grimstaskolan, som är en kommunal skola med årskurser F-9, har ca 550 elever och adressen Kanngjutargränd 12, 162 57 Vällingby. Skolan består av sex enheter med varsin närmaste chef. Inom enheterna är lärarna indelade i årskursvisa arbetslag. Grimstaskolan har ett tätt samarbete inom Skapande skola och satsar därför extra på kultur. Med en aktiv satsning på teknik  arbetas det också med språkutvecklande arbetssätt. Skolan prioriterar entreprenöriellt lärande. En bred satsning på IT i undervisningen och arbete med läs- och skrivinlärning på lågstadiet. Grimstaskolan deltar i nationella utvecklingsgrupper kring de nationella proven och har ett flertal pedagoger som utvecklar läromedel. 

## Demografi
Den 31 december 2021 hade stadsdelen 4 904 invånare, varav 65,68 procent med utländsk bakgrund.

## Idrottsplatser
I Grimsta finns en stor idrottsplats; Grimsta IP. Här finns ett flertal fotbollsplaner och Brommapojkarnas hemmaarena. Vid arenan finns också PEAB-hallen. Ca 500 meter söder om Grimsta IP ligger Grimstafältet, en stor äng för frisksport och modellflyg.